# ニンテンドーネットワーク
ニンテンドーネットワーク（Nintendo Network）は、任天堂が提供する、同社のニンテンドー3DSとWii Uで利用可能なネットワークサービスの総称。ニンテンドーDSとWiiで提供されたニンテンドーWi-Fiコネクションの後継サービスである。

## 概要
2012年1月27日に行われた任天堂の第3四半期決算説明会で初めて正式に発表されたニンテンドー3DSとWii Uを包含するネットワークプラットフォーム。本サービスに対応するソフトには、パッケージに「NINTENDO NETWORK」のマークが記載されている。
ニンテンドー3DSでは正式発表前の2011年12月1日発売の『マリオカート7』で既にこの名称が使われており、それ以前に発売されたニンテンドー3DS用ソフトもインターネットまたはいつの間に通信に対応していれば遡及的にニンテンドーネットワーク対応ソフトとして扱われている。2012年2月13日より『とびだすプリクラ☆キラデコレボリューション』で初の追加コンテンツの販売が開始、2月16日には『シアトリズム ファイナルファンタジー』でパッケージソフト初の追加コンテンツ販売が開始された。
2023年10月4日、任天堂はニンテンドー3DSとWii Uのオンラインプレイなどのサービスを2024年4月上旬に終了することを発表。2024年1月にはサービス終了日が告知され、4月9日午前9時をもってサービスを終了した。オンラインプレイサービス終了後も更新データや購入済みソフトの再ダウンロード、ポケモンバンク・ポケムーバーのみ引き続き利用可能だが、将来的にはそれらをサービスを終了するとしている。

## ニンテンドーネットワークID
ニンテンドーネットワークID（NNID）は、ニンテンドー3DS・Wii Uで使用されるユーザーアカウントシステムで、ニンテンドーeショップやMiiverseなどのオンライン機能を利用する際に必要になる。
ニンテンドー3DSでは2013年12月10日に配信された本体更新から導入され、3DSとWii Uで同じニンテンドーネットワークIDを登録することで、ニンテンドーeショップで利用するそれぞれの残高を合算・共有することができるようになった。ただし、一つのIDを登録できるのはそれぞれの機種本体で1台ずつのみであるため、別の本体で利用する際は引っ越し機能を使い、IDが登録されていない本体に移動する必要がある。
また、ニンテンドーアカウントにニンテンドーネットワークIDを連携させることで、Nintendo Switchのニンテンドーeショップの残高を共有することも可能だったが、2024年3月12日に残高をまとめるサービスを終了している。

## ニンテンドーネットワークを利用したサービス
- いつの間に通信 (ニンテンドー3DS・Wii U)
- ニンテンドーeショップ (ニンテンドー3DS・Wii U)
- ポケモンバンク・ポケムーバー (ニンテンドー3DS)
- いつの間に交換日記 (ニンテンドー3DS)
- うごくメモ帳 3D (ニンテンドー3DS)
- いつの間にテレビ (ニンテンドー3DS)
- ニンテンドービデオ (ニンテンドー3DS)
- イラスト交換日記 (ニンテンドー3DS)
- Wii Street U powered by Google
- Miiverse (ニンテンドー3DS・Wii U)
- Wii U Chat (Wii U)
- カラオケ JOYSOUND for Wii U
- バッジとれ〜るセンター (ニンテンドー3DS)